# El Tiemblo
El Tiemblo é um município da Espanha na província de Ávila, comunidade autónoma de Castela e Leão, de área 75 km² com população de 4116 habitantes (2007) e densidade populacional de 49,61 hab/km².

## Localização
Localiza-se no sudeste da província de Ávila.
| Noroeste: El Barraco                     | Norte: Cebreros   | Nordeste: Cebreros                   |
| Oeste: El Barraco                        |                   | Este: San Martín de Valdeiglesias    |
| Sudoeste: Casillas, Rozas de Puerto Real | Sul: Navahondilla | Sudeste: San Martín de Valdeiglesias |

## Demografia
| Variação demográfica do município entre 1991 e 2004 | Variação demográfica do município entre 1991 e 2004 | Variação demográfica do município entre 1991 e 2004 | Variação demográfica do município entre 1991 e 2004 |
| --------------------------------------------------- | --------------------------------------------------- | --------------------------------------------------- | --------------------------------------------------- |
| 1991                                                | 1996                                                | 2001                                                | 2004                                                |
| 3795                                                | 3797                                                | 3641                                                | 3753                                                |